# Некрасов, Борис Петрович
Бори́с Петро́вич Некра́сов (11 [24] февраля 1901, Боголепова Пустынь — 26 ноября 1937, Москва) — известный советский геолог, начальник Главного управления редких металлов Наркомата тяжелой промышленности СССР. Отец Л. Б. Некрасова.

## Биография
Борис Петрович Некрасов родился 11 [24] февраля 1901 года в селе Боголепова Пустынь Кругловской волости Клинского уезда в семье священника Петра Александровича и Надежды Ивановны Некрасовых, крещён 19 февраля. Участник Гражданской войны, член ВКП(б) с 1921 г. Учился в Московской Горной академии, в 1924 году, будучи студентом МГА, был членом правления геологоразведочного факультета.
В общежитии МГА, находящемся в доме № 33 по Старомонетному переулку, познакомился со своей будущей женой Лидией. Она поступила в МГА в мае 1922 года, приехав из Донбасса по командировке Союза горнорабочих. В сентябре 1922 года они стали мужем и женой, 23 июля 1923 года у них родился сын Леопольд, позже второй сын — Лев.
МГА окончил с отличием, в совершенстве знал английский язык. Активно занимался геологическим поиском, в начале 20-х годов он искал в Подмосковье необходимую для развития промышленности глину, позже — в Казахстане и на Алтае — редкие металлы, в Сибири — золото, в Хибинах — апатиты. Много ездил в зарубежные командировки — был в Англии, Франции, Америке, Италии. Делал доклад о проблемах поиска полезных ископаемых в СССР на Всемирном геологическом конгрессе в 1935 году. Дружил с Владимиром Клавдиевичем Арсеньевым, академиками Иваном Михайловичем Губкиным, Владимиром Афанасьевичем Обручевым, Александром Евгеньевичем Ферсманом.
В Москве проживал по адресу: 1-й Спасоналивковский переулок, д. 19, кв. 55.
Последняя должность перед арестом — начальник Главного управления редких металлов Наркомата тяжелой промышленности СССР, член Совета при Наркомате тяжелой промышленности СССР с 10 июня 1936 г. Арестован 3 мая 1937 г., обвинен во вредительстве и участии в антисоветской террористической организации. Осужден ВКВС СССР 25 ноября 1937 г. к высшей мере наказания, приговор приведен в исполнение 26 ноября 1937 г. Похоронен в Москве, на территории Донского кладбища.
Реабилитирован 14 марта 1956 г.
Сын Леопольд добровольцем ушел на фронт в сентябре 1941 года. В ночь с 25 на 26 апреля 1945 года в возрасте 21 года гвардии капитан Леопольд Некрасов погиб в Восточной Пруссии, удерживая захваченный плацдарм на косе Фрише-Нерунг. За этот бой Леопольд Борисович Некрасов удостоен звания Герой Советского Союза (посмертно), в его честь названы поселок Некрасово в Гурьевском городском округе Калининградской области и школа в поселке Маршальское.